# Derbyshire
Derbyshire (IPA: /ˈdɑːrbɪˌʃɪər, -ʃər/) megye Anglia East Midlands régiójában. Területe 2625 km², népessége 1 001 500. Adminisztratív központja a 10 689 lakosú Matlock város.
Derbishire területén fekszik a Peak District Nemzeti Park jórésze. Északi felébe nyúlik a Pennines hegység. Területén található a National Forest erdőség egy része.
Derbyshire szomszédai északnyugaton Nagy-Manchester, északon West Yorkshire, északkeleten South Yorkshire, keleten Nottinghamshire, délkeleten Leicestershire, nyugaton és délnyugaton Staffordshire és szintén nyugaton Cheshire.
Derby város (city) ma egységes hatóság, tehát közigazgatásilag nem része a megyének, de része Derbyshire ceremoniális (hagyományos) megyének. (Nélküle a megye közigazgatási területe 2547 km2, lakossága 762 300.)
A megyének 30 10 000–100 000 közti népességű városa van, ugyanakkor jelentős területei gyéren lakottak.

## Fordítás
- Ez a szócikk részben vagy egészben  a   Derbyshire című angol Wikipédia-szócikk ezen változatának fordításán alapul.  Az eredeti cikk szerkesztőit annak laptörténete sorolja fel. Ez a jelzés csupán a megfogalmazás eredetét és a szerzői jogokat jelzi, nem szolgál a cikkben szereplő információk forrásmegjelöléseként.